# Grafmonument van Willem Deckers
Het grafmonument van Willem Deckers is een monument op begraafplaats Orthen in de Nederlandse stad 's-Hertogenbosch.

## Achtergrond
Wilhelmus Christianus (Willem) Deckers (1826-1899) was een Bossche bariton. Zijn graf bevindt zich aan de oostelijke kant van de Bisschopskapel. Het grafmonument werd gemaakt in het atelier van H.C. Dobbe en Van Pelt.

## Beschrijving
Het eclectisch grafmonument bestaat uit een hoge hardstenen stele, bekroond met een kruis. Aan de voorzijde is een epitaaf met fronton geplaatst. Het opschrift van de epitaaf luidt:

Hier rust en zwijgt in 't kille graf

die zong in blijde en droeve dagen

bij feestgedruisch, bij 't rouwe dragen

en die aan God steeds eere gaf.

Al boeit de dood zijn macht'ge stem

ten jongsten dag zal hij verrijzen

en god in eeuwige liedren prijzen

in 't hemelsche Jerusalem

In een verdiept vlak daarboven, onder een getoogde rondboog, luidt het opschrift: 

Willem Deckers

in memoriam
Ridder van Oranje Nassau
lid der St. Vincentiusvereniging

Het graf zelf wordt gedekt door een rechthoekige plaat, met twee hoekpijlers die met kettingen met elkaar en de stele zijn verbonden.

## Waardering
Het grafmonument werd in 2002 als rijksmonument in het Monumentenregister opgenomen, onder meer vanwege de "cultuurhistorische waarde als bijzondere uitdrukking van een sociale en geestelijke ontwikkeling, in het bijzonder de ontwikkeling van de katholieke grafcultuur (...) Het graf is van belang vanwege de plaats die de sculptuur inneemt binnen het oeuvre van de Bossche architect/beeldhouwers H.C. Dobbe en Van Pelt. Het graf heeft kunsthistorisch belang vanwege de toegepaste eclectische vormgeving. Het graf heeft ensemblewaarden als onderdeel van een groter geheel met cultuurhistorische, architectuurhistorische en typologische samenhang."